# حقوق الإنسان والتنمية
حقوق الإنسان العالمية والتنمية Global human rights and development (GHRAD) تتلاقى أهداف حقوق الإنسان والتنمية في العديد من الحالات، وهي مفيدة للحكومة والشعب على الرغم من إمكانية وجود تعارض بين مناهجهم المختلفة. يرى الكثيرون أن النهج القائم على حقوق الإنسان ضروري لتحقيق أهداف التنمية. تاريخيًا، كانت «بنود الأقلية» التي تضمن الحقوق المدنية والسياسية والتسامح الديني والثقافي للأقليات أعمالًا مهمة انبثقت عن عملية السلام في الحرب العالمية الأولى والمتعلقة بحقوق الشعوب في تقرير المصير. وتحت إشراف مجلس عصبة الأمم، سمحت العملية بتقديم الالتماسات من الأفراد وخضعت للمراقبة بموجب اختصاص المحكمة الدائمة للعدل الدولي. تعتبر «البنود» علامة مبكرة مهمة في كل من تاريخ حقوق الإنسان والتنمية.

## تاريخ حقوق الإنسان
كان الدافع الأولي للنظام القانوني الحالي لحقوق الإنسان ردًا على الفظائع النازية في الحرب العالمية الثانية. يشار إلى حقوق الإنسان بشكل مهم في ميثاق الأمم المتحدة في كل من الديباجة والمادة (1) وإن كان ذلك باعتدال. تؤكد ديباجة ميثاق الأمم المتحدة على «الإيمان بحقوق الإنسان الأساسية، وبكرامة الإنسان وقدره، وبالمساواة في الحقوق بين الرجل والمرأة». ومع ذلك، فإن المادة (2) -4 تحظر استخدام القوة ومنذ ذلك الحين تُستخدم لمنع الأعمال الإنسانية على الرغم من أن الفصل السابع ينص على تدابير الإنفاذ التي يتخذها مجلس الأمن.
أنشأ الميثاق المجلس الاقتصادي والاجتماعي الذي أنشأ لجنة حقوق الإنسان التابعة للأمم المتحدة والتي أصبحت الآن مجلس حقوق الإنسان التابع للأمم المتحدة. ينص الفصل السادس من الميثاق المعنون «التعاون الاقتصادي والاجتماعي الدولي» في المادة (55)-(ج) على «الاحترام والمراعاة العالميين لحقوق الإنسان والحريات الأساسية للجميع دون تمييز بسبب العرق أو الجنس أو اللغة أو الدين». تطالب المادة (56) الدول باتخاذ إجراءات مشتركة ومنفصلة بالتعاون مع الأمم المتحدة لتحقيق أهدافها المشتركة. حقوق الإنسان متأصلة في تقدم الأهداف الاقتصادية والاجتماعية والثقافية وبالتالي في التنمية البشرية على هذا النحو.
الإعلان العالمي لحقوق الإنسان لعام 1948 ليس قانونًا ملزمًا ويعكس عدم رغبة قوى الحلفاء في تدوين ميثاق حقوق الإنسان الدولي حيث كانت المخاوف من تأثر المصالح الاستعمارية سلبًا لا تزال مؤثرة. يُنظر إلى حقوق الإنسان على أنها عالمية وغير قابلة للتجزئة ومترابطة ومتشابكة. تصور رينيه كاسان، أحد مهندسي الإعلان، الحقوق على أنها مقسمة إلى 4 أعمدة تدعم سقف المعبد، «الكرامة والحرية والمساواة والأخوة». تتعلق المادتان 1 و2 اللتان تشكلان الركيزة الأولى بـ «كرامة» الإنسان التي يتقاسمها جميع الأفراد بغض النظر عن الدين أو العقيدة أو العرق أو الدين أو الجنس. المواد 100-19 العمود الثاني يستحضر الجيل الأول من الحقوق المدنية «الحريات» التي ظهرت خلال عصر التنوير. المواد من 20 إلى 26 الركيزة الثالثة هي حقوق الجيل الثاني، المتعلقة بالعدالة السياسية والاجتماعية والاقتصادية، والتي ظهرت خلال الثورة الصناعية. المواد 27-28 الركيزة الرابعة هي حقوق الجيل الثالث المرتبطة بالتضامن المجتمعي والوطني التي تمت الدعوة إليها منذ أواخر القرن التاسع عشر. تدعم هذه الأعمدة سقف المعبد. المواد 29-30 تمثل الظروف في المجتمع التي يمكن في ظلها تحقيق حقوق الأفراد
تشمل بعض الحقوق المدنية والسياسية التي تتلاقى مع أهداف التنمية المادة (2) التي تمنح كل فرد حقوقًا بدون تمييز بسبب العرق أو اللون أو الجنس أو اللغة؛ المادة (3) الحق في الحياة والحرية والأمن الشخصي؛ المادة (8) الحق في الانتصاف الفعال والمادة (9) الحق في محكمة مستقلة؛ تنص المادة (19) على حرية التعبير والمادة (20) حرية التجمع السلمي؛ المادة (21) هي الحق في المشاركة في الحكومة وتنص المادة (26) على الحق في التعليم.
تشير المادة (28) بشكل مهم إلى أن "لكل فرد الحق في نظام اجتماعي ودولي يمكن أن تتحقق فيه الحقوق والحريات المنصوص عليها في هذا الإعلان بالكامل. يدعو هذا الحق إلى آليات إنفاذ ويردد صدى الفصل السابع من ميثاق الأمم المتحدة الذي يسمح لمجلس الأمن بالتدخل في انتهاكات حقوق الإنسان على نطاق يهدد السلام العالمي. يسمح ميثاق الأمم المتحدة بحد لسيادة الدولة في حالة تهديد حقوق الإنسان. هناك انتقادان للإعلان هما أنه لم يجعل الحقوق السياسية تعتمد على الديمقراطية متعددة الأحزاب وهناك نقص في الحماية للأقليات العرقية، وحماية الحقوق الفردية لا تحمي بالضرورة حقوق المجموعة.
العلاقة بين الانتهاكات الجسيمة لحقوق الإنسان والأمن الدولي مهمة لأن الفظائع داخل دولة ذات سيادة تثير قلق القانون الدولي، عندما تزعج الدول المجاورة بطريقة تزعج السلام العالمي. تنص المادة (55) من الميثاق على أن «تعزيز احترام حقوق الإنسان يساعد على تهيئة ظروف الاستقرار» و«الاعتراف... الحقوق المتساوية وغير القابلة للتصرف لجميع أفراد الأسرة البشرية هو أساس... السلام في العالم». يوفر ميثاق الأمم المتحدة والإعلان العالمي لحقوق الإنسان معًا آلية قانونية قد تتحدى الحقوق السيادية للدول في قمع الأشخاص الخاضعين لولايتها.
يعيد إعلان وبرنامج عمل فيينا (VDPA) التأكيد على الحق في التنمية بموجب الجزء 1، الفقرة 10، واعتمد بالإجماع في المؤتمر العالمي لحقوق الإنسان 1993. جرى إنشاء مكتب المفوض السامي لحقوق الإنسان التابع للأمم المتحدة بموجب الإعلان الذي أقرته الجمعية العامة للأمم المتحدة بموجب القرار 48/121.
سعى إعلان ريو بشأن البيئة والتنمية إلى إيجاد حلول للفقر والفجوة المتزايدة بين البلدان الصناعية والبلدان النامية والمشاكل البيئية. أعطيت جميع العناصر وزنا متساويا وحدد الإعلان حقوق والتزامات الدول في 27 مبدأ واعترف بـ «مَن يُلوث يدفع» كعقيدة إرشادية لها.
تنطلق خطة العمل 2 من تقرير الأمين العام للأمم المتحدة «تعزيز الأمم المتحدة». أجندة لمزيد من التغيير. دمج حقوق الإنسان في العمل الإنساني والإنمائي وحفظ السلام في جميع أنحاء منظومة الأمم المتحدة. تقدم الخطة حزمة التعلم المشتركة للأمم المتحدة والنهج القائم على حقوق الإنسان (HRBA) الذي يبني على خبرة جميع الوكالات.
يرتكز النهج القائم على حقوق الإنسان على الفهم المشترك ويتطلب ما يلي: 1) ينبغي أن تعمل جميع برامج التعاون الإنمائي والسياسات والمساعدات الفنية على تعزيز إعمال حقوق الإنسان على النحو المنصوص عليه في الإعلان العالمي لحقوق الإنسان وغيره من الصكوك الدولية لحقوق الإنسان. 2) معايير حقوق الإنسان الواردة في، والمبادئ المستمدة من، الإعلان العالمي لحقوق الإنسان وغيره من الصكوك الدولية لحقوق الإنسان توجه كل التعاون الإنمائي والبرامج في جميع القطاعات وفي جميع المراحل و3) يساهم التعاون الإنمائي في تنمية قدرات «أصحاب الواجبات» للوفاء بالتزاماتهم و/أو قدرات «أصحاب الحقوق» للمطالبة بحقوقهم.
تعتبر المبادئ الرئيسية لحقوق الإنسان التي يسترشد بها البرنامج عالمية وغير قابلة للتصرف؛ وعدم التجزئة؛ والترابط وعدم التمييز والمساواة؛ والمشاركة والإدماج؛ والمساءلة وسيادة القانون.

## إعلان الحق في التنمية
جرى الإعلان عن الحق في التنمية من قبل الجمعية العامة للأمم المتحدة بموجب القرار 41/128 في عام 1986. وصوتت الولايات المتحدة فقط ضد القرار وغاب ثمانية دول. لا تعترف الأمم المتحدة بأي تسلسل هرمي للحقوق، وجميع حقوق الإنسان متساوية ومترابطة، والحق في التنمية إذن ليس حقًا شاملاً يشمل أو يتفوق على حقوق أخرى، كما أنه ليس حقًا له مجرد طموح سياسي.
يُنظر إلى الحق في التنمية على أنه حق من حقوق الإنسان غير القابلة للتصرف ويحق لجميع الشعوب المشاركة والمساهمة في التنمية الاقتصادية والاجتماعية والثقافية والسياسية والتمتع بها. يشمل الحق 1) تنمية محورها الإنسان، وتحديد «الإنسان» باعتباره الموضوع الرئيسي للتنمية والمشارك والمستفيد؛ 2) نهج قائم على حقوق الإنسان يتطلب على وجه التحديد تنفيذ التنمية بطريقة «يمكن من خلالها إعمال جميع حقوق الإنسان والحريات الأساسية بالكامل»؛ 3) المشاركة، والدعوة إلى «المشاركة النشطة والحرة والهادفة» للناس في التنمية؛ 4) الإنصاف، والتأكيد على الحاجة إلى «التوزيع العادل لفوائد» التنمية؛ 5) عدم التمييز، والسماح «بعدم التمييز على أساس العرق أو الجنس أو اللغة أو الدين»؛ 6) تقرير المصير، يدمج الإعلان حق تقرير المصير، بما في ذلك السيادة الكاملة على الموارد الطبيعية، كعنصر مكون للحق في التنمية.
هذا الحق هو حق من الجيل الثالث يُنظر إليه على أنه حق جماعي بحيث يكون مستحقًا للمجتمعات بدلاً من حق فردي ينطبق على الأفراد «إنه شعب وليس فردًا يحق له تقرير المصير والتنمية الوطنية والعالمية» تتمثل إحدى عقبات هذا الحق في العملية الصعبة لتحديد «الشعب» لأغراض تقرير المصير. بالإضافة إلى ذلك، تعبر معظم الدول النامية عن مخاوفها بشأن الآثار السلبية لجوانب التجارة الدولية، وعدم المساواة في الوصول إلى التكنولوجيا وعبء الديون الساحق، وتأمل في إنشاء التزامات ملزمة لتسهيل التنمية كوسيلة لتحسين الحوكمة وسيادة القانون. يجسد الحق في التنمية ثلاث سمات إضافية توضح معناه وتحدد كيف يمكن أن يقلل من الفقر 1) الأول هو نهج شامل يدمج حقوق الإنسان في العملية 2) بيئة مواتية توفر شروطًا أكثر إنصافًا في العلاقات الاقتصادية للبلدان النامية و3) يتضمن مفهوم العدالة الاجتماعية والإنصاف مشاركة شعوب البلدان المعنية والتوزيع العادل للمنافع التنموية مع إيلاء اهتمام خاص للأفراد المهمشين والمستضعفين من السكان.

### حقوق الأطفال

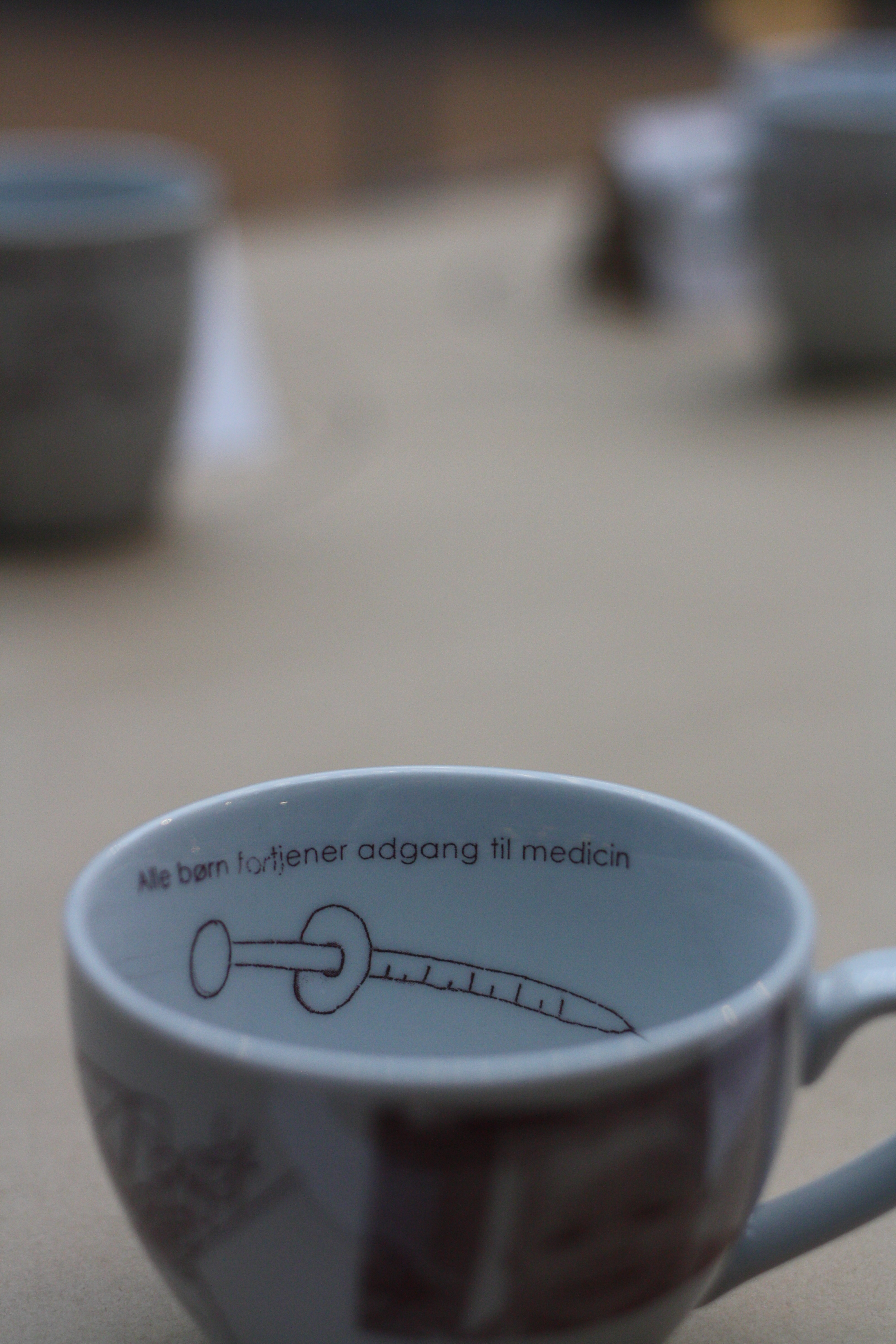
عمل فني لطفل دنماركي حول الهدف الرابع من أهداف التنمية الألفية

### مكافحة المرض

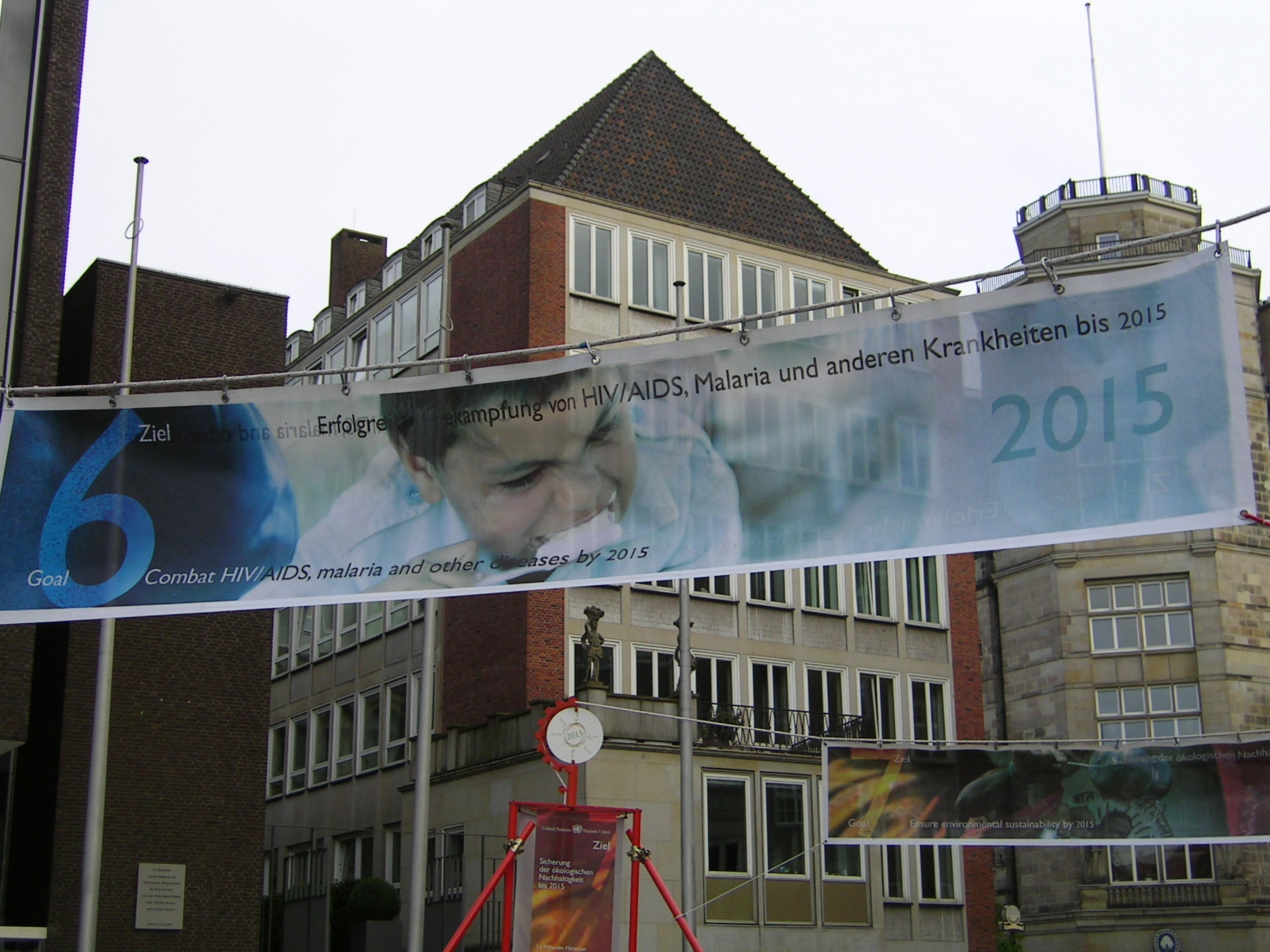
ملصق يروج للهدف السادس من الأهداف الإنمائية للألفية في بريمن، ألمانيا